# Grupo Aéreo Naval de Tainan
El Grupo Aéreo Naval de Tainan (台南海軍航空隊 Tainan Kaigun Kōkūtai) fue un grupo aéreo de combate y unidad de guarnición de la base aérea de la Armada Imperial Japonesa (AIJ) durante la campaña del Pacífico de la Segunda Guerra Mundial. El grupo de vuelo de la unidad estuvo muy involucrada en muchas de las campañas y batallas principales del primer año de la guerra. Las hazañas de la unidad fueron ampliamente difundidas en los medios japoneses en ese momento, al menos en parte porque la unidad generó más ases que cualquier otra unidad de combate en la AIJ. Varios de los ases de la unidad estaban entre los máximos anotadores de la AIJ, e incluían a Hiroyoshi Nishizawa, Saburō Sakai, Junichi Sasai, Watari Handa, Masaaki Shimakawa y Toshio Ōta.

## Historia

### Filipinas e Indias Orientales Neerlandesas
La unidad se formó en Tainan, Taiwán (entonces parte del Imperio del Japón) el 1 de octubre de 1941 como parte de la 23.ª Flotilla Aérea. El primer comandante de la unidad fue el teniente Hideki Shingō. La mayoría de los pilotos originales de la unidad eran veteranos de combate aéreo en la segunda guerra sino-japonesa. Justo antes del estallido de la guerra con las potencias aliadas, la unidad constaba de 45 aviones de combate A6M Zero y 12 del tipo 96.
El 8 de diciembre de 1941, cuarenta y cuatro aviones Tainan escoltaron a bombarderos de la AIJ en ataques a aviones estadounidenses en los aeródromos de Iba y Clark en Luzón, Filipinas, a una distancia de 500 millas por trayecto. Los ataques destruyeron casi por completo las fuerzas aéreas del general Douglas MacArthur. El 10 de diciembre, cazas Zero Tainan derribaron al bombardero B-17 pilotado por Colin Kelly. Ese mismo mes, la unidad se redistribuyó a Filipinas y continuó apoyando a las fuerzas japonesas mientras invadían y destruían las defensas estadounidenses y filipinas del territorio.
El Grupo Aéreo Naval Tainan luego se trasladó a la isla de Tarakan, seguido de movimientos a Balikpapan y Denpasar en Bali, para apoyar la exitosa ofensiva japonesa en las Indias Orientales Neerlandesas a partir de enero de 1942. Los combatientes de la unidad ayudaron a infligir grandes pérdidas en la defensa de aviones aliados en enero y febrero de 1942.

### Nueva Guinea
Con el final de la campaña en marzo, la unidad se integró en la 25.ª Flotilla Aérea y se volvió a desplegar en Rabaul, Nueva Bretaña y Lae, en Papúa Nueva Guinea, capturadas recientemente en abril. A partir del 25 de abril de 1942, debido a las pérdidas operativas y de combate, el Grupo Aéreo Tainan, ahora bajo el mando del Capitán Masahisa Saitō, contó con 26 cazas Zero y seis "Tipo 96".

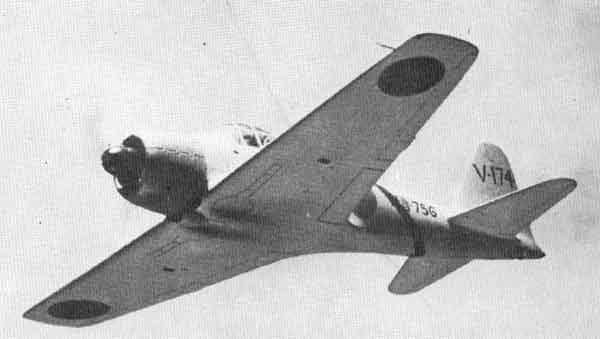
Un caza Tainan Mitsubishi Zero A6M3 Tipo 32 fotografiado en un lugar desconocido.

La unidad inicialmente concentró su avión en Lae para apoyar una campaña aérea contra las fuerzas australianas y estadounidenses estacionadas en Puerto Moresby. Entre abril y julio, el Grupo Aéreo Tainan realizó 51 misiones, con un total de 602 salidas. Durante este tiempo, la unidad afirmó haber destruido 300 aviones enemigos. Las pérdidas de Tainan fueron 20 aviones. Los aviones de reemplazo dieron a la unidad un total de 24 ceros hasta agosto de 1942, pilotados por 55 pilotos. Debido al superávit en la tripulación, solo los pilotos más experimentados podían volar en misiones de combate.

### Guadalcanal

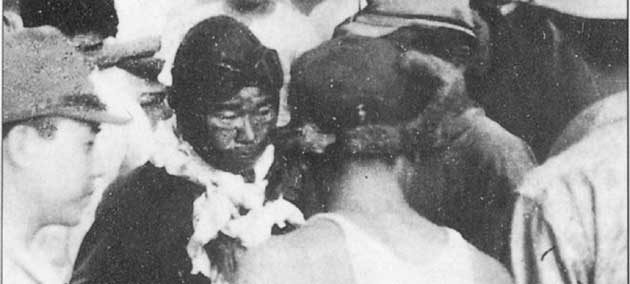
Saburō Sakai, gravemente herido por una bala que rozó su cráneo, regresando a Rabaul el 7 de agosto.

El 7 de agosto, los Marines de los Estados Unidos desembarcaron en la isla de Guadalcanal ocupada por los japoneses, iniciando la Campaña de Guadalcanal. En respuesta ese mismo día, 18 combatientes Tainan escoltaron a bombarderos desde Rabaul para un ataque a la flota de invasión Aliada, la misión de combate más larga de la guerra (556 millas cada trayecto) hasta esa fecha. Los Tainan afirmaron haber destruido 43 aviones enemigos sobre Guadalcanal en esa misión mientras perdían dos cazas con sus propios pilotos. Los estadounidenses en realidad perdieron 10 aviones, incluyendo nueve de los 18 combatientes presentes, más un bombardero en picado. Los dos pilotos Tainan que murieron en esta misión fueron el suboficial de primera clase Yoshida y el suboficial de segunda clase Nishiura.
Una importante víctima Tainan en Guadalcanal ese día fue Saburō Sakai, quien resultó gravemente herido y forzado a una recuperación de dos años. Los marines de los EE. UU. capturaron el 8 de agosto un aeródromo (más tarde llamado Henderson Field) en construcción por parte de los japoneses en Guadalcanal, que pronto comenzó a operar con aviones aliados.

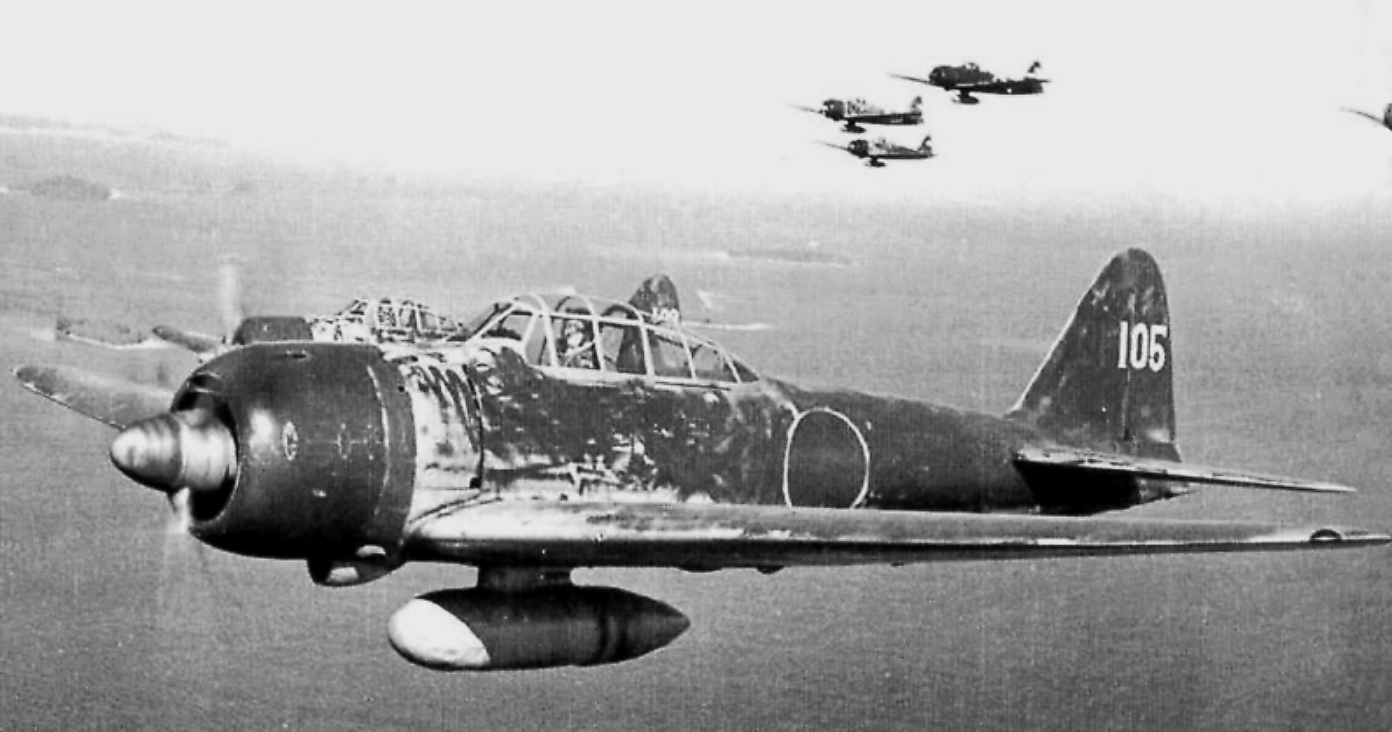
Avión del 251.º Grupo Aéreo sobre las Islas Salomón, 1943.

Durante los siguientes meses, la aviación Tainan con base en Rabaul participó en repetidas dogfights con aviones aliados, llamada Fuerza Aérea Cactus, con base en Guadalcanal. Las distancias extremas requeridas por los pilotos Tainan para volar desde Rabaul a Guadalcanal obstaculizaron severamente los intentos de la unidad de establecer una superioridad aérea sobre la isla. La unidad también continuó apoyando misiones de bombardeo contra Port Moresby. Entre agosto y noviembre de 1942, Tainan perdió a 32 pilotos en acción. Junichi Sasai fue derribado el 26 de agosto y Toshio Ōta el 21 de octubre.
El 1 de noviembre de 1942 se reorganizaron las unidades navales japonesas en el Pacífico suroriental. Tainan fue rediseñada como el Grupo Aéreo 251 y reconstituido con tripulaciones de reemplazo. Los 20 pilotos sobrevivientes de Tainan fueron transferidos a Japón para ayudar a formar nuevas unidades de combate. Bergerud dice que solo quedaron 10 pilotos y que la nueva unidad no fue llamada "251.º Grupo Aéreo". Cada dígito en "251" se refiere a un atributo discreto de la nueva organización.